# Pável Krusánov

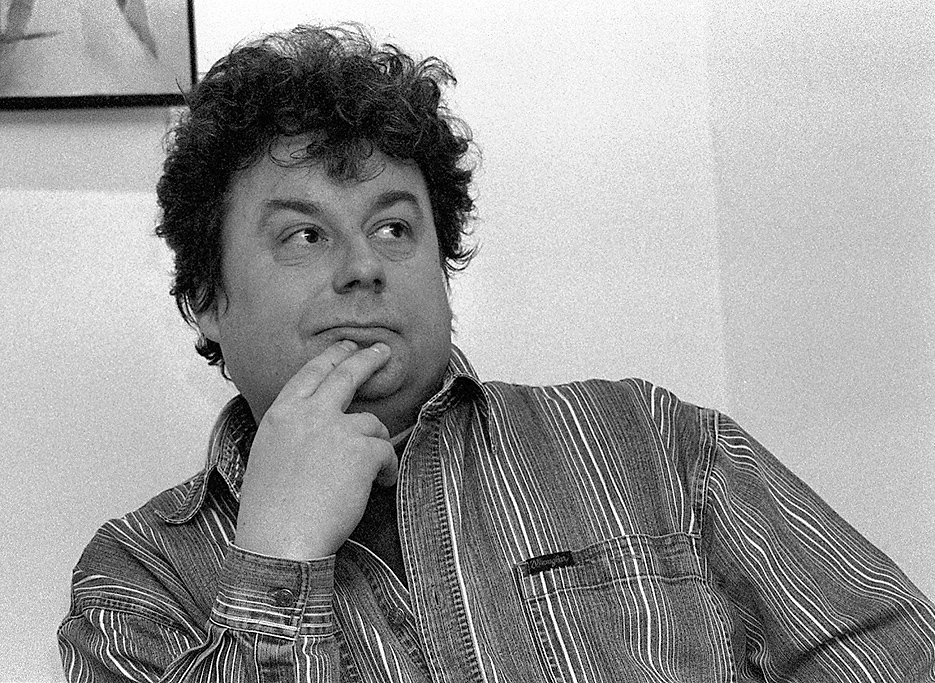

Pável Vasílievich Krusánov (en ruso: Павел Васильевич Крусанов) nació en  San Petersburgo 4 de julio de 1961. Es un destacado escritor contemporáneo ruso. Pasó su niñez en Egipto con su familia, debido a que su padre trabajó en la construcción de la presa de Asuán.

## Biografía
Estudió geografía y biología en El Instituto Estatal Pedagógico en San Petersburgo. En los 80 se entusiasmó con el rock y participó en el grupo “Abzáts” (Párrafo). Tuvo varios trabajos: iluminador en un teatro de marionetas, jardinero, grabador de sonido, publicista, tipógrafo.  Desde 1989 comenzó trabajar en editoriales “Ázbuka”, “Sévero-Západ”, “Ámfora”, como redactor. 
A partir de 1989 comienza a publicar sus obras. Desde 1992 es miembro de la Unión de Escritores de San Petersburgo. Es un escritor de manera postmodernista y presta una atención particular al empleo de personajes pasantes, composición mosaica, entrelazamiento e interpenetración del pasado y el presente, realismo alternativo, y a la elaboración de la novela "imperial". Sus novelas El mordisco del ángel y Bom-bom causaron sensación en la literatura rusa contemporánea. Ha sido traducido a cuatro idiomas (alemán, serbio, búlgaro y esloveno).
Fue nominado para los premios "Palmira del Norte" (1996), Premio ABS (2001), Premio Best-seller Nacional (2003).

## Sus obras
- Где венку не лечь (1990) - Donde la corona no caerá
- Одна танцую (1992) - Bailo sola
- Знаки отличия (1995) - Condecoraciones
- Рунопевец (1997) - Cantador de runas
- Отковать траву (1999) - Forjar la hierba
- Укус ангела (2000) – El mordisco del ángel, novela
- Бессмертник (2000) - La siempreviva
- Ночь внутри (2001) – Noche adentro, novela
- Бом-бом (2002) – Bom-bom, novela
- Другой ветер (2002) - El otro viento
- Действующая модель ада (2004) – El modelo en funcionamiento del infierno, ensayos
- Калевала (2005) - Kalevala
- Американская дырка (2005) – El agujero americano,  novela
- "Все прочее - литература" (2007) – Todo lo demás es literatura, ensayos
- Мёртвый язык (2009) - Lengua muerta (2009), novela
- Ворон белый. История живых существ (2012) - El cuervo blanco (2012), novela
- Царь головы: рассказы (2014) - El rey de la cabeza (2014), cuentos